# Partito Comunista d'India (Marxista)

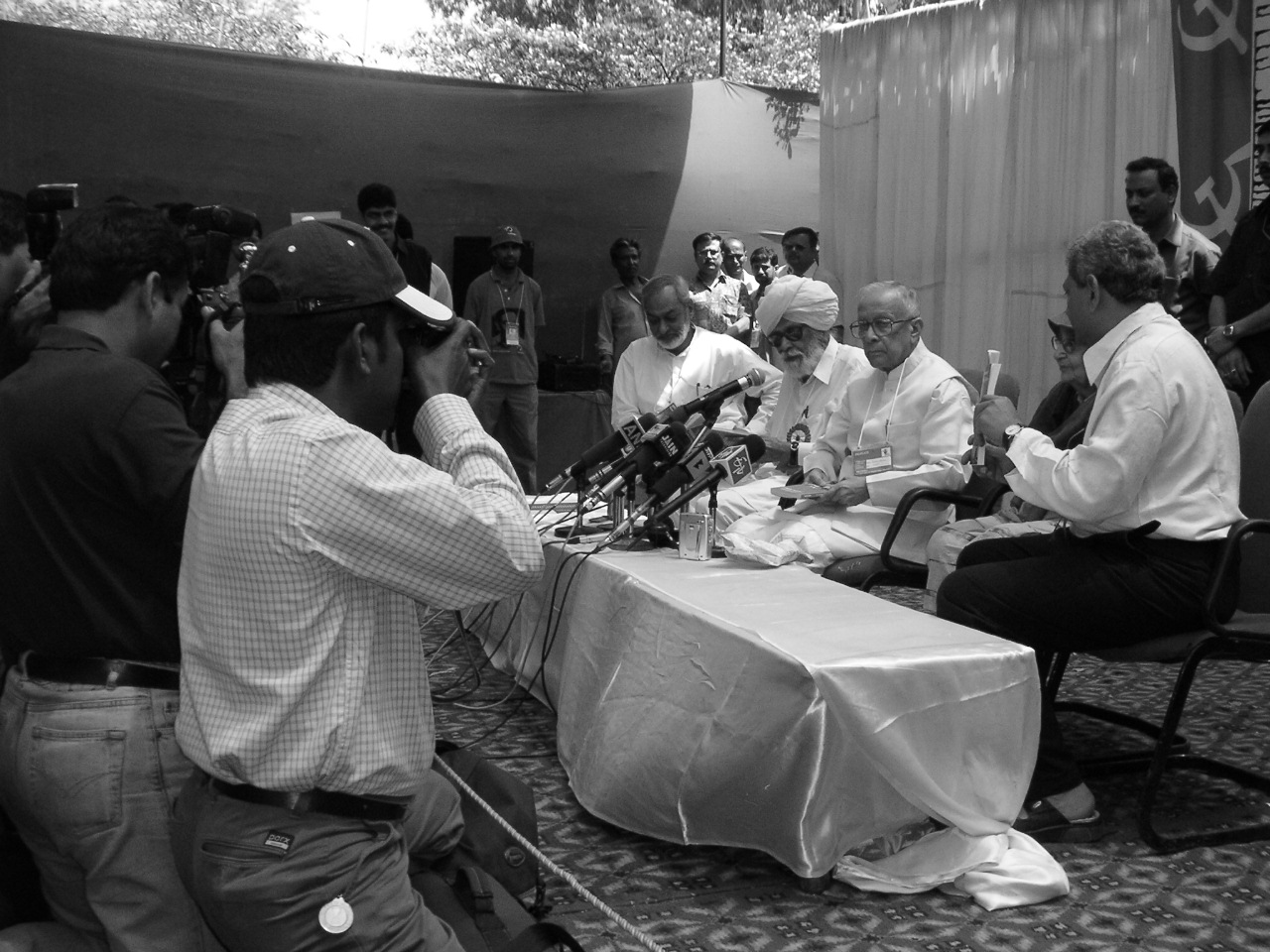
Congresso del Partito Comunista dell'India (Marxista), 2005.

Il Partito Comunista d'India (Marxista) (in hindi भारत की कम्युनिस्ट पार्टी (मार्क्सवादी), Bhārat kī Kamyunisṭ Pārṭī (Mārksvādī); in inglese Communist Party of India (Marxist); CPI(M) o CPM) è un partito politico indiano di ideologia marxista-leninista. Si oppone al capitalismo, alla globalizzazione e all'imperialismo.
Nato nel 1964 da una scissione del Partito Comunista d'India, è particolarmente forte negli Stati del Kerala, del Bengala Occidentale e del Tripura, dove (anno 2007) governa a livello locale. Nel 2009 il partito dichiarava 1 042 287 membri, nel 2016 dichiarava 1 048 678 membri.
I 34 anni di governo del Fronte di Sinistra guidato dal CPI(M) nel Bengala Occidentale sono stati il governo comunista democraticamente eletto più longevo al mondo. È stato anche il terzo partito più grande del parlamento diverse volte.  Attualmente, il CPI(M) fa parte di alleanze di governo in due Stati: l' LDF nel Kerala, di cui è a capo, e il SPA nel Tamil Nadu. Ha anche una rappresentanza nelle assemblee legislative di sette Stati.
Il Congresso del Partito Panindiano è l'autorità suprema del Partito Comunista d'India (Marxista). Tuttavia, durante il periodo tra due congressi del partito, il Comitato centrale è il più alto organo decisionale. Il Comitato centrale elegge tra i suoi membri un Politburo, incluso il segretario generale. Il Politburo porta avanti il lavoro del Comitato centrale tra le sue due sessioni e ha il diritto di prendere decisioni politiche e organizzative tra due riunioni del Comitato centrale.